# Парамболе
Парамболе (на латински: Parembole; на гръцки: Parembolis) е пътна станция на Военния път (Виа Милитарис) в област Пловдив при днешните села Белозем, община Раковски и Поповица, община Садово.
Отбелязана е на Бурдигалския пътеводител от 333 г. като mutatio (спирка за кратка почивка и смяна на коне).

## История
За Парамболе е споменато и в „Пътуването на Св. Александър Римски през Тракия“ като тържище emporium. Намирала се е на територията, администрирана от Филипопол, на 22 римски мили (33 км) от града.. Вероятно е изградена заедно със строежа на Военния път през 60-те години на I в. сл. Хр.
Част от пътната станция е била запазена през 1940-те години. От тази пътна станция са запазени множество надписи на гръцки от I-III в. сл. Хр. (IGBulg III, 1510 – 1513), влючително и милиарна колона на Филипополската управа и провинциалния управител Луций Ветий Ювен в чест на август Балбин (IGBulg III, 1510) и на провинциалния управител Секст Фурний Публиан в чест на августите Филип I Араб и Отацилия и цезар Филип II (IGBulg III, 1511).